# Pieve di Santa Maria Assunta a Chianni
La pieve di Santa Maria Assunta si trova a Gambassi Terme, in provincia di Firenze, diocesi di Volterra.

## Storia
Questo edificio si trova su una delle direttrici della via Francigena, che Sigerico, arcivescovo di Canterbury, percorse tra il 990 e il 994. La pieve rappresentò per l'arcivescovo inglese, la XX tappa (Mansio) del suo itinerario di ritorno da Roma verso l'Inghilterra e la località fu da lui definita S[an]c[t]e Maria Glan.
Il borgo di Chianni e la sua chiesa appartennero al vescovo di Volterra fino al XIII secolo anche se non mancarono dei contrasti sia con i conti Cadolingi sia con il comune di San Gimignano per il suo controllo. Da un documento del 1061 sappiamo che a quale tempo la chiesa era dotata di un chiostro, quello che non è chiaro è dove fosse la chiesa visto che un documento del 1210 citante i beni allora appartenenti alla pieve cita il podere Pieve vecchia, luogo ritenuto la primitiva sede della pieve. Nello stesso documento parlando della chiesa la si definisce domus ecclesia, a conferma che in quell'anno la pieve era già stata edificata, ma sempre lo stesso documento informa che la costruzione non esisteva nel 1174. Nella chiesa aveva sede anche un capitolo di canonici di cui sono rimasti i nomi di un tale canonico Bello, qui operante nel 1221 e di un canonico Rogerio nel 1237. Di sicuro c'è che intorno al 1200, nello stesso periodo in cui si formava il castello di Gambassi, il complesso plebano venne ristrutturato dandogli l'aspetto oggi visibile. Della chiesa qui precedentemente costruita restano delle tracce solo nel transetto, e si trattava di una chiesa a pianta basilicale. Nel 1224 la costruzione non doveva essere terminata visto che ancora in quell'anno il comune di Gambassi faceva pagare una tassa per le spese della chiesa, oltre che per il mantenimento delle strade e delle fonti pubbliche.
Il nome di uno dei maestri che lavorarono nella pieve è rimasto inciso nel capitello della seconda colonna sulla sinistra e si tratta di un certo Johannes Bundivulus, italianizzato in Giovanni Bondi volterrano. Le maestranze che qui lavorarono furono quasi sicuramente volterrane visto il legame di dipendenza feudale che ancora la legava alla città e anche al ripetersi qui di alcune caratteristiche della Cattedrale di Volterra.
La pieve, nonostante facesse capo ad un vasto territorio composto da 21 suffraganee e fosse la beneficiaria di diversi privilegi papali, tra la fine del XIII e la metà del XIV secolo non era ricca, infatti nel 1276 pagò solo 7 lire e 17 soldi di tasse per la decima, cifra mantenuta più o meno costante anche negli anni a venire; a peggiorare la situazione concorse anche papa Bonifacio VIII che nel 1301 revocò i beni e i privilegi che i suoi predecessori avevano conferito ai pievani di Chianni. Di alcuni suoi rettori è stato tramandato il nome come ad esempio il pievano Benni di Ugolinello di Ranuccino citato nel 1182 o come Jacopo arciprete nel 1252, e infine per il XIV secolo sono citati Baldo e Paganello. Insieme al pievano e ai componenti il capitolo dei canonici vivevano presso la pieve anche alcuni semplici sacerdoti come Vernaccio e Rollando citati rispettivamente nel 1183 e nel 1231.

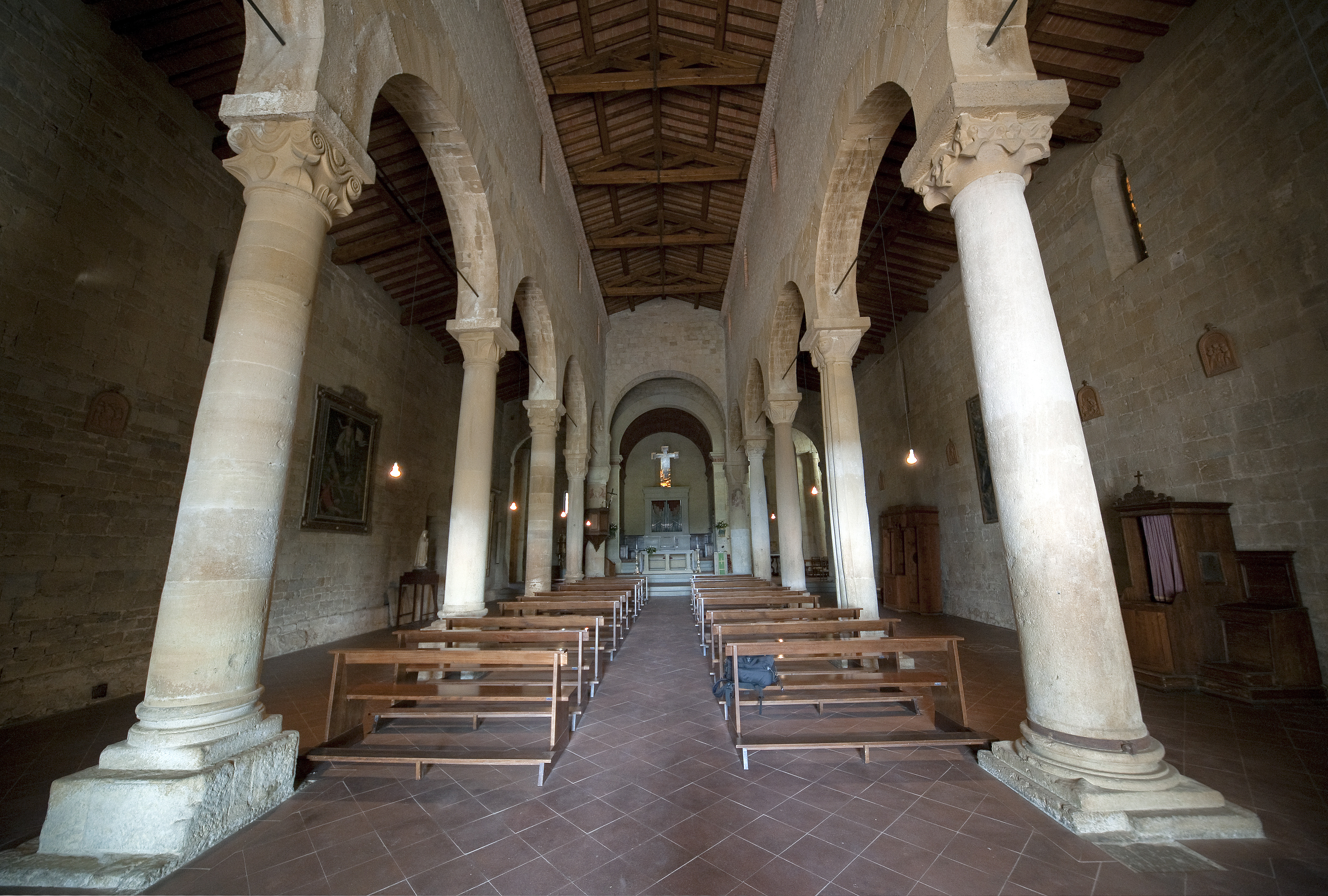
Interno

Nel XIV secolo avevano qui sede anche due compagnie: la Compagnia di Santa Croce fondata nel 1348 e la Compagnia di Santa Maria fondata nel 1360 e riservata ai presbiteri. Dalla seconda metà del secolo a regolare la vita della pieve ci pensò il comune di Gambassi attraverso i suoi statuti che stabilivano anche l'uso della chiesa e come mantenere l'immobile. Nel 1356 il vescovo Filippo Belforti elevò la chiesa a sede del Caposesto della Valdelsa per la diocesi di Volterra.
Nel XV secolo la chiesa venne visitata più volte dal vescovo volterrano e in occasione di ogni visita venne redatta una relazione sullo stato della pieve. Da tali atti sappiamo che nel 1413 nella chiesa vi erano cinque altari ma anche che in quel periodo era crollato un angolo della struttura che dovette essere riparato in fretta visto che nelle relazioni del 1422, 1437 e 1443 la struttura venne giudicata in buone condizioni. Successivamente qualcosa iniziò a peggiorare visto che nel 1465 viene scritto che il tetto era pericolante e nel 1501 addirittura nelle mura erano presenti delle profonde fenditure che portarono ad una profonda ristrutturazione nel 1520. Altri lavori vennero svolti intorno al 1550 quando venne ampliato il coro sostituendo l'originaria abside romanica con una scarsella.
Nel 1686 in facciata era ancora aperto un occhio sul modello del duomo di Volterra, occhio che venne trasformato in finestra rettangolare nel 1782 dal arciprete Corsi che in quel periodo fece svolgere dei lavori di restauro. La facciata col tempo dette segni di un imminente cedimento e nel 1842 venne consolidata mediante due contrafforti; nel 1879 venne dichiarata monumento nazionale subito dopo vennero intrapresi dei restauri che portarono all'eliminazione di ogni aggiunta fatta in epoca barocca.
Nel 1957 sono stati rinvenuti i resti dell'antica abside romanica, durante i lavori di consolidamento e restauro eseguiti dalla soprintendenza ai monumenti di Firenze, sotto l'allora Parroco Don Ferdinando Porciani
Una nuova campagna di ristrutturazione è stata svolta nel 1979 sotto la direzione della Soprintendenza ai Beni architettonici per le provincie di Firenze e Pistoia. Dopo il 2009 gli edifici annessi alla pieve sono stati ristrutturati per ospitare un ostello per pellegrini.

## Descrizione
Il complesso plebano di Santa Maria a Chianni è composto dalla chiesa a tre navate con transetto e dalla canonica.

### Esterno
Spicca immediatamente la facciata, realizzata in arenaria di colore giallo caldo e cavata nei pressi. Presenta una doppia partitura orizzontale che scandisce i tre piani e una verticale scandita da quattro lesene che fanno intuire la divisione spaziale dell'interno.
Partendo dal basso: il primo ordine contiene il portale costituito da tre archi, come nel duomo volterrano, sostenuti da lesene e due colonne concluse da capitelli a foglie d'acqua; nel fornice centrale si apre il portale, sormontato da un arco estradossato, con lunetta monolitica e architrave poggianti su due mensole decorate a motivi floreali simili ai capitelli di prima e ai capitelli volterrani; i fornici laterali invece sono ciechi. Nel secondo ordine è collocata una galleria cieca composta da quattro colonne a tutto tondo sostenenti cinque archi grazie a dei capitelli ormai consunti. In questa parte sono forti le influenze volterrane e pisane. Nel terzo ordine viene ripetuta la galleria ma gli elementi qui presenti (colonne, capitelli e corni) sono in gran parte opere di ripristino realizzate in occasione della trasformazione dell'occhio in finestra rettangolare. La facciata è conclusa da una cornice convessa, franata in più punti.

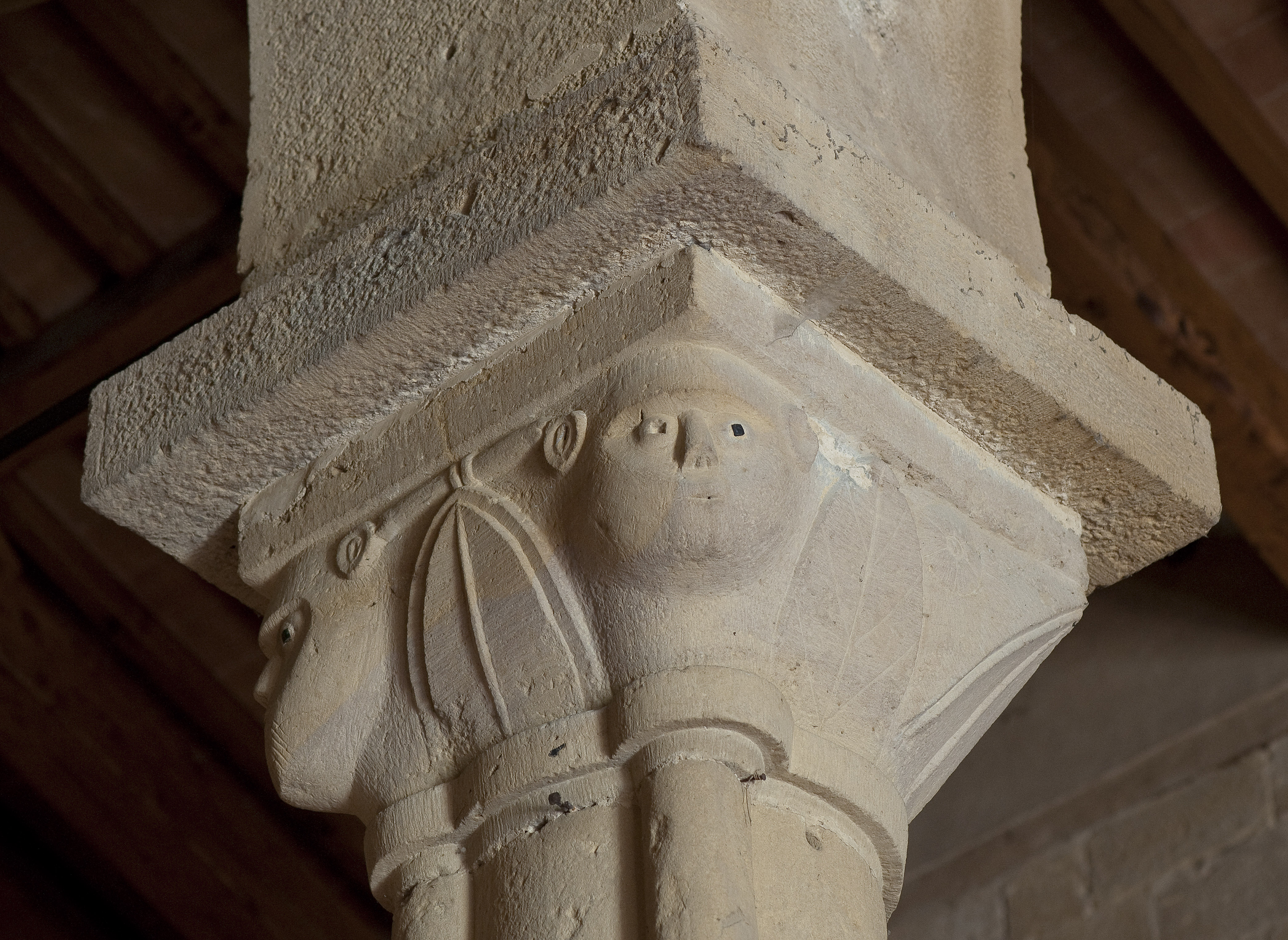
Capitello

Il fianco settentrionale presenta tre finestre al primo piano e sei monofore al secondo. Il secondo piano è stato realizzato in laterizio forse a seguito di un crollo o per carenza di denaro durante la costruzione. Nella zona del presbiterio dell'originale tribuna romanica rimane solo il transetto visto che la scarsella è stata aggiunta nel XVI secolo. Il braccio del transetto settentrionale presenta quattro aperture e la facciata rivolta a nord è percorsa da due sottili semicolonne poggianti su basi in stile pisano. Il braccio del transetto meridionale è molto più semplice e presenta una massiccia lesena sull'angolo sud-est.
Il fianco meridionale è aperto da tre monofore e da due porte che conducono nel chiostro e nella canonica. La canonica è visibile anche dal piazzale prospiciente la chiesa, e mostra un portale a mensole modanate e i resti murati di una bifora con arco monolitico.

### Interno
L'interno è suddiviso in tre navate. Sono sei le campate scandite da due file di colonne monolitiche che sorreggono archi a tutto sesto, tutto l'ambiente è realizzato con la stessa pietra arenaria gialla usata in facciata. L'interno della pieve è debolmente illuminato: le aperture sono nel cleristorio che presenta sei monofore per parte, nelle fiancate che hanno tre monofore ciascuna e nella zona presbiteriale con una monofora per ognuna delle quattro absidiole e dalle aperture poste nel transetto.
Notevoli sono i capitelli delle colonne che sono tutti diversi uno dall'altro. Stilisticamente riflettono diversi modelli da quello volterrano ai modelli transalpini. Il capitello più interessante è quello posto sulla seconda colonna di sinistra e presenta un volto umano firmato JOH BUNDI VULUS. Il capitello presenta una corona inferiore di foglie nervate fasciate ad anello e sormontate da una serie di festoni.
Gli altri capitelli hanno la parte inferiore ad unghia e sono decorati con vari motivi. Su una colonna se ne trova uno con motivi antropomorfi a foglie dure, molto simile a quelli della pieve di Santa Maria a Stia o della pieve di Romena.
La pieve di santa Maria a Chianni è l'unica pieve valdelsana ad avere un triplice arco di trionfo per separare l'aula liturgica dal presbiterio, sopraelevato di sei gradini.
Il presbiterio presenta una parete di fondo composta da quattro absidiole, non visibili all'esterno, in ognuna delle quali si apre una monofora e sono separate da una semicolonna con capitello. In origine al centro si apriva un'abside semicircolare.
All'interno della pieve vi è una copia secentesca, attribuita a Francesco Curradi, della più famosa Pala di Gambassi di Andrea del Sarto, oggi nella Galleria Palatina a Firenze. La Pala di Gambassi pervenne nelle raccolte medicee nel Seicento, proveniente dal monastero dei Santi Lorenzo e Onofrio di Gambassi, in cambio di questa copia, poi collocata nella pieve a Chianni probabilmente come conseguenza della soppressione del monastero gambassino.
Altri dipinti presenti nella pieve sono attribuiti a Cosimo Daddi e a Giuseppe Arrighi.

## Piviere di Santa Maria Assunta a Chianni
Chiese

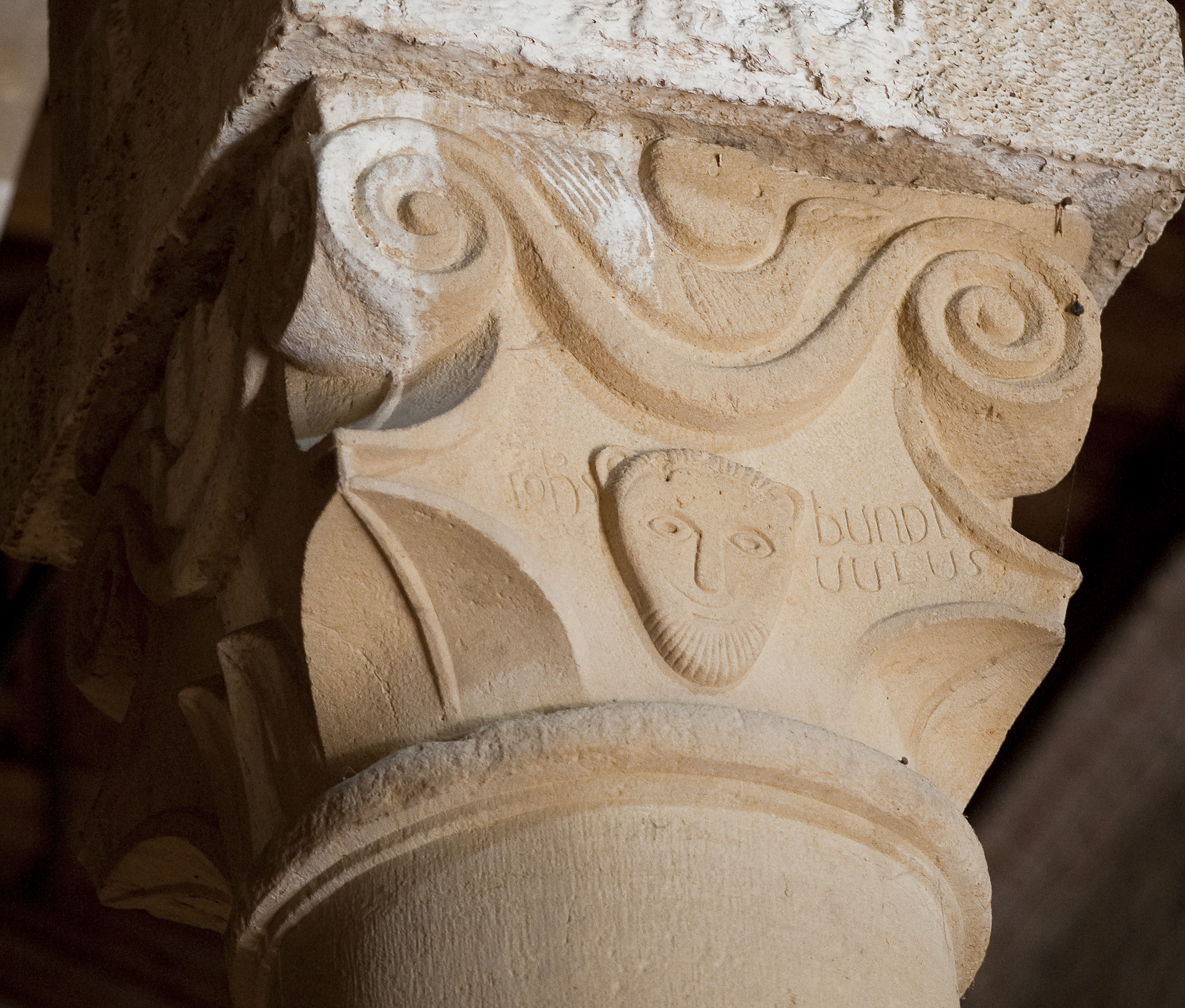
Capitello firmato JOH BUNDI VULUS

- chiesa di San Michele ad Agresto
- chiesa di San Michele ad Arsicciole
- chiesa di Sant'Ilario a Cabiallina
- chiesa dei Santi Stefano e Jacopo nel Castelnuovo di Gambassi
- chiesa di San Salvatore nel Castelvecchio di Gambassi
- chiesa di San Martino a Catignano
- chiesa di Fogneto
- chiesa di Sant'Andrea a Gavignalla
- chiesa di Santa Cristina a Germagnana
- chiesa di San Lorenzo a Luiano
- chiesa di San Martino a Pillo
- chiesa di Santa Lucia ai Renai
- chiesa di San Bartolomeo a San Pancrazio
- chiesa di San Giovanni Battista a Varna

Spedali
- spedale di Santa Maria a Catignano
- spedale di San Giuliano a Chianni
- spedale di Santa Maria a Gambassi
- spedale di Santa Maria a Varna

## Bibliografia

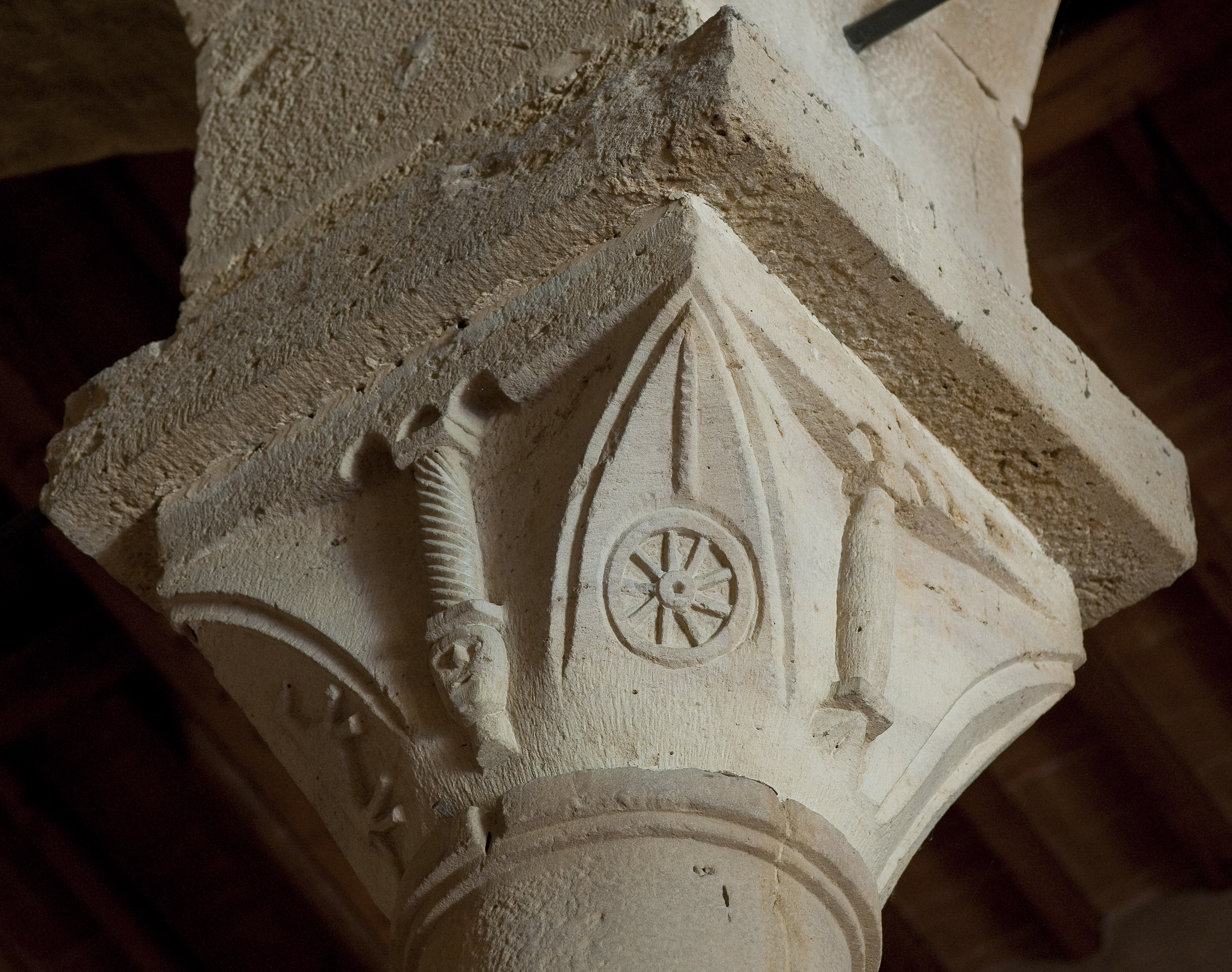
Altro capitello